# 司怪一
金牛座139，又名BD+25 1052，HD 40111、SAO 77775、HR 2084，是金牛座的一颗恒星，视星等为4.82，位于銀經183.97，銀緯0.84，其B1900.0坐标为赤經5h 51m 47.3s，赤緯+25° 0.84′ 30″。